# Victoria Van Meter
Victoria „Vicki“ Van Meter (* 13. März 1982 in Meadville, Pennsylvania; † 15. oder 16. März 2008 ebenda) war eine der bisher jüngsten Pilotinnen. Mit zehn Jahren flog sie erstmals ein Flugzeug.
Als Elfjährige machte sie 1993 Schlagzeilen, als sie vom 20. bis 23. September die USA von Augusta (Maine) nach San Diego (Kalifornien) in der wegen der Winde schwierigeren Ost-West-Richtung in einer Cessna 172 überflog. Damit war sie zum damaligen Zeitpunkt die jüngste Frau, die quer über die USA geflogen war und gleichzeitig der jüngste Pilot, dem dies in Ost-West-Richtung gelang. Obwohl ihr Fluglehrer Bob Baumgartner mit an Bord war, navigierte und flog sie selbständig. Im Juni 1994 flog sie in einer Cessna 210 über den Atlantik nach Schottland mit Zwischenstopps in Kanada, Grönland und Island.
Sie starb im Alter von 26 Jahren in Meadville durch eine selbst zugefügte Schussverletzung. Der Bericht des zuständigen Gerichtsmediziners wies ihren Tod als Suizid aus.

## Werke
- Taking Flight: My Story. Viking Children’s Books, 1995, ISBN 0-670-86260-6. (gemeinsam mit Dan Gutman)